# (721572) 2003 UA414
2003 UA414, também escrito como 2003 UA414, é um objeto transnetuniano que está localizado no Cinturão de Kuiper, uma região do Sistema Solar. Ele é classificado como um twotino, pois, o mesmo está em uma ressonância orbital de 1:2 com o planeta Netuno. Ele possui uma magnitude absoluta de 5,3 e tem um diâmetro estimado de cerca de 383 km. O astrônomo Mike Brown lista este corpo celeste em sua página na internet como um candidato a possível planeta anão.

## Descoberta
2003 UA414 foi descoberto no dia 18 de outubro de 2003.

## Órbita
A órbita de 2003 UA414 tem uma excentricidade de 0,048 e possui um semieixo maior de 45,264 UA. O seu periélio leva o mesmo a uma distância de 43,083 UA em relação ao Sol e seu afélio a 47,444 UA.